# 李惠 (正德進士)
李惠（1488年—1519年），字德卿，號西岡，河南開封府祥符縣人，明朝政治人物。兵部尚書李鉞長子。

## 生平
正德二年（1507年）丁卯科河南鄉試第四十二名舉人，十二年（1517年）中式丁丑科會試第二百三十三名，三甲第二十二名進士。戶部觀政，授行人司行人。十四年（1519年）明武宗南巡之爭時，因進言勸阻而被施杖刑而亡。明世宗即位後，贈監察御史。

## 家族
曾祖李大用；祖父李景隆，封監察御史；父李鉞，兵部尚書。母林氏（封孺人）。具慶下。從兄李忠（引禮舍人），從弟李恕、李憑、李志、李忞、李憲，弟李懋、李悊、李愨。